# Psectra nakaharai
Psectra nakaharai är en insektsart som beskrevs av Tim R. New 1988. Psectra nakaharai ingår i släktet Psectra och familjen florsländor. Inga underarter finns listade i Catalogue of Life.